# 橋本侑季
橋本 侑季（はしもと ゆうき）は、日本の女優。
兵庫県出身。フリーランス。愛称は「ゆうにゃん」。ファン名は「ゆうにゃんず」。イメージカラー：ピンク。

## 人物
- 趣味は映画鑑賞、占い、神社巡り。
- 特技は簿記、フラフープ、ブリッジ。

## 略歴
- ミスアクション2017後期 ファイナリスト（2017年3月~6月）
- 東京MXテレビ「東京オーディション(仮)」イイねガールズ（2017年12月~3月）
- TSC東京渋谷コレクション(渋谷FORUM8キングススクエア)出演（2017年12月17日）
- 「テレビ朝日系列「俺の持論」出演（2018年1月21日オンエア）
- u-you.company 19th STAGE 望月海羽座長公演 舞台「ドールズハウス」出演 (シアターグリーン BIG TREE THEATER) チームダイヤ ピンキー役（2018年2月21日~2月25日）
- 実話ナックルズ映画「日本統一」配役選考オーディション 任侠女子編 準グランプリ（2018年4月）
- 実話ナックルズ映画「コンフリクト」配役選考オーディション 任侠女子編 グランプリ（2018年5月~6月）
- ぱるエンタープライズ×劇団アルファー 合同プロデュース公演VOL.2「五・五合目の海」 シアターグリーン BIG TREE THEATER) 斉藤令奈役（2018年9月12日~9月17日）
- 緑劇ユニット流星レトリック第3回公演「W-Gladiolus」「カミクイ」 (明石スタジオ) （2018年11月9日~11月12日）
- 舞台「ラヴェラ・ギャラクシー」~銀河統一と未来からの使者達~ (新宿シアターブラッツ) ラン役（2019年2月20日~2月24日）
- 劇団アルファープロデュース公演「YESTERDAY ONCE MORE~あの時君は若かった~」 (武蔵野芸能劇場)（2019年4月11日~4月15日）
- 【クルーズTV】公開生放送「草場愛のUTAGE DE NIGHTY」 ゲスト出演（2019年9月8日）
- SPIRAL CHARIOTS#22「CROWDED CHAOS FANTASY」 (下北沢小劇場「楽園」) Aチーム（2019年10月23日~10月27日）
- リトル堂プロデュースvol.01 舞台「エーテルコード」( テアトルBONBON) アゲハ役（2020年1月15日~1月19日）
- 「Three Kingdoms 2020」【魏国編】 (CBGKシブゲキ!!)「爽練」役（2020年8月5日~8月10日）[1]
- 「Three Kingdoms 2020」【赤壁・戦略編】 (CBGKシブゲキ!!) 「爽練」役（2020年11月4日~11月8日）[2]
- Hisshigumi Project Girls Reading Theater VOL.2 朗読劇『ゆびさきパレット～少女サロンにノックの音が～』（大塚ドリームシアター）「カナデ」役（2022年11月26日～11月27日)
- Hisshigumi Project Girls Reading Theater VOL.3 朗読劇『絶対希望委員会～ドウブツたちの、輪廻転生物語～』（シアターシャイン）主演「カグヤ」役（2023年5月12日(金)～14日(日))
- 清月エンターテインメントPRESENTS 朗読劇『名探偵サトラレー復讐と秘密の暗号ー』（三鷹RI劇場）ヒロイン「鷹野ミハル」役（2024年 5月15日 ( 水 ) ～19 日 ( 日 ))[3]